# Ureña (apellido)
Ureña es un apellido de origen español cuyas raíces están en el actual municipio de Urueña, en la provincia de Valladolid (España).
En 1464, el rey Juan II de Castilla donó la villa a don Pedro Girón, mayordomo y favorito del entonces príncipe y futuro rey Enrique IV. Pedro Girón fue el Maestre de la Orden de Calatrava, y a lo largo de su vida lideró la conquista a los musulmanes de muchas poblaciones, de entre las que cabe destacar Osuna, en la actual provincia de Sevilla. Su hijo (ilegítimo, pero reconocido)  Alfonso Téllez-Girón de las Casas fue nombrado I Conde de Ureña en 1462 por Enrique IV.
Los sucesivos Condes de Ureña continuaron participando en las guerras de conquista de la actual Andalucía. En 1492, Juan Téllez Girón, II Conde de Ureña, entra en Granada junto con los Reyes Católicos. En 1562, el V Conde de Ureña fue nombrado Duque de Osuna por Felipe II de España. A partir de entonces, el título de Conde de Ureña queda ligado al de Duque de Osuna.
En 1541 hay un bachiller llamado Francisco de Ureña estudiando medicina en la Universidad de Granada, de acuerdo al libro de María del Carmen Calero Palacios y otros sobre la historia de dicha Universidad.
Gaspar de Molina y Saldívar (*1741 – †1806), fue un arquitecto, pintor y poeta gaditano, que ostentó el título de Marqués de Ureña. Esta título pervive hasta el siglo XX, en el que lo ostenta D. Joaquín de Silos Millán, al que le fue concedido en 1995 (B.O.E., RD. 919/1995).
El apellido se extendió a América ya desde el siglo XVI. Diego de Ureña embarcó para Santo Domingo el 15 de abril de 1534, según el Catálogo de Pasajeros a Indias del Archivo General de Indias. Don Domingo Gómez de Ureña, que había nacido en Lepe (provincia de Huelva, Andalucía, España) en 1575, fue alguacil de Santa Fe de Antioquia (Colombia), habiendo llegado a esa ciudad en 1598.

## Estadísticas
En España, según la web del Instituto Nacional de Estadística, hay 6791 personas con Ureña de primer apellido, 6472 de segundo, y 80 con ambos (consulta realizada el 17 de junio de 2018). 
En Costa Rica, según la web del Tribunal Supremo de Elecciones, hay 19 322 en el padrón electoral con Ureña en algún apellido (datos de las elecciones de febrero de 2018).
En EE. UU., según la web del censo decenal, hay 11 066 censados con el apellido URENA (datos del censo de 2010)